# Перейра, Даниэль
Даниэль Перейра Хиль (исп. Daniel Pereira Gil; 14 июля 2000, Каракас) — венесуэльский футболист, полузащитник клуба «Остин» и сборной Венесуэлы.

## Биография

### Ранние годы
Перейра родился в Каракасе, Венесуэла, но, когда ему было 15 лет, его семья эмигрировала в США, где поселилась в пригороде Роанока на юго-западе Виргинии.
В 2019 году Перейра поступил в Виргинский политехнический институт и начал выступать за футбольную команду вуза «Верджиния Тек Хокис». За два сезона в Национальной ассоциации студенческого спорта сыграл 26 матчей, забив шесть голов и отдав шесть результативных передач. В сезоне 2019 попал в символическую сборную новичков Конференции атлантического побережья. В сезоне 2020 был назван лучшим полузащитником Конференции атлантического побережья и попал в первую символическую сборную Конференции атлантического побережья.

### Клубная карьера
Отказавшись от двух последних лет обучения в колледже, 14 января 2021 года Перейра подписал контракт с MLS по программе Generation adidas. 21 января на Супердрафте MLS 2021 он был выбран под общим первым номером новичком лиги, клубом «Остин». Его профессиональный дебют состоялся 17 апреля в матче стартового тура сезона 2021 против «Лос-Анджелеса», ставшем для «Остина» первой игрой в MLS. 30 апреля 2022 года в матче против «Хьюстон Динамо» он забил свой первый гол в профессиональной карьере.

### Международная карьера
Перейра получил свой первый вызов в сборную Венесуэлы в июне 2023 года на два товарищеских матча со сборными Гондураса и Гватемалы. 15 июня в матче с Гондурасом дебютировал за «Ла Винотинто», заменив Янхеля Эрреру в перерыве между таймами.
Был включён в состав сборной на Кубок Америки 2024.

## Статистика выступлений

### Клубная статистика
| Выступление      | Выступление      | Выступление      | Лига | Лига | Плей-офф | Плей-офф | Кубок | Кубок | Континент | Континент | Итого | Итого |
| Клуб             | Лига             | Сезон            | Игры | Голы | Игры     | Голы     | Игры  | Голы  | Игры      | Голы      | Игры  | Голы  |
| ---------------- | ---------------- | ---------------- | ---- | ---- | -------- | -------- | ----- | ----- | --------- | --------- | ----- | ----- |
| Остин            | MLS              | 2021             | 25   | 0    | —        | —        | —     | —     | —         | —         | 25    | 0     |
| Остин            | MLS              | 2022             | 30   | 2    | 3        | 0        | 1     | 0     | —         | —         | 34    | 2     |
| Остин            | MLS              | 2023             | 32   | 0    | —        | —        | 2     | 0     | 2         | 0         | 36    | 0     |
| Остин            | MLS              | 2024             | 15   | 0    | —        | —        | —     | —     | —         | —         | 15    | 0     |
| Остин            | Итого            | Итого            | 102  | 2    | 3        | 0        | 3     | 0     | 2         | 0         | 110   | 2     |
| Всего за карьеру | Всего за карьеру | Всего за карьеру | 102  | 2    | 3        | 0        | 3     | 0     | 2         | 0         | 110   | 2     |

Источники: Transfermarkt, Soccerway, Football Database EU.

### Международная статистика
| Команда   | Год   | Игры | Голы |
| --------- | ----- | ---- | ---- |
| Венесуэла |       |      |      |
| 2023      | 3     | 0    |      |
| 2024      | 2     | 0    |      |
| Всего     | Всего | 5    | 0    |

Источник: National Football Teams.